# ブロンクス 破滅の銃声
ブロンクス 破滅の銃声（ブロンクス はめつのじゅうせい、Jumpin 'at the Boneyard）は、1992年のアメリカ合衆国のドラマ映画。監督はジェフ・スタンツラー。

## あらすじ
ニューヨークのブロンクスで暮らすマニーは、家族を失ってから落ちぶれた生活を送っていた。そんな彼の家に、音信不通だった弟ダニーが金を盗もうと恋人のジャネットと共に侵入。薬漬けの弟をマニーは叱り付けて外へ連れ出す。二人は街の様々なところへ繰り出し、マニーは弟に、体を清潔にしきちんとした生計を立てるよう促す。
やがて母親と再会することになったダニー。結局、母と直接顔を合わせることはできなかったが、ダニーはこれを機に薬の依存を克服することを誓う。母親の家を出た二人は、ジャネットに会う。ダニーは、薬をやめて兄弟で更正施設に入ることを話すが、彼女は納得せず、ダニーはジャネットと縁を切ることにする。マニーはジャネットから離れるダニーの背中を押してやり、全てがうまく行ったかのように見えたその時、ジャネットは銃を取り出しマニーの背中に銃弾を撃ち込む。
涙を流し動かなくなったマニーを抱きかかえながら、ダニーは一人泣き叫ぶのだった。

## キャスト
※括弧内は日本語吹替。
- マニー:ティム・ロス（大塚芳忠）
- ダニー:アレクシス・アークエット（後藤敦）
- シンプソン:サミュエル・L・ジャクソン（石塚運昇）
- キャシー:エリザベス・ブラッコ（佐藤しのぶ）
- モーティ:ケヴィン・コリガン
- タクシー運転手:ルイス・ガスマン（星野充昭）
- デレク:ジェフリー・ライト（天田益男）
- 母:キャスリーン・チャルファント（定岡小百合）

その他声の出演:喜田あゆ美／出口佳代／小野塚貴志／山本尚弘
日本語版制作スタッフ 演出：清水洋史、翻訳：井場洋子、調整：オムニバス・ジャパン、制作：タキコーポレーション／東北新社